# Гончарёнок, Денис Олегович
Денис Олегович Гончарёнок (бел. Дзяніс Алегавіч Ганчаронак) — белорусский спортсмен, выступающий в кикбоксинге и тайском боксе. Неоднократный чемпион мира и победитель различных турниров среди любителей и профессионалов, заслуженный мастер спорта Республики Беларусь по тайскому боксу. Среди побеждённых (на любительском ринге) Гончарёнком соперников такие сильные бойцы как Алмаз Касенов, Александр Олейник, Ненад Пагонис, Франци Грайш, Саймон Маркус, Владимир Минеев и др.

## Титулы любительские

### Кикбоксинг
- 2009 Чемпионат мира WAKO  86 кг
- 2007 Чемпионат мира WAKO  81 кг
- 2016 Чемпионат Мира [IFMA] 91 кг серебро, Швеция
- 2017 Чемпионат Мира [IFMA] золото Минск 91 кг

### Тайский бокс
- 2014 Чемпионат мира IFMA  91 кг
- 2012 Чемпионат мира IFMA  91 кг
- 2011 Чемпионат мира IFMA  91 кг
- 2010 Чемпионат мира IFMA  91 кг
- 2010 Всемирные игры единоборств «Спорт-Аккорд»  91 кг
- 2009 Чемпионат мира IFMA  91 кг
- 2008 Чемпионат мира IFMA  86 кг
- 2007 Чемпионат мира IFMA  81 кг
- 2006 Чемпионат мира IFMA  81 кг